# وريد حجابي سفلي
الأوردة الحجابية السفلية هي أوردة تقوم بتصريف الدم من الحجاب الحاجز، وتتبع هذه الأوردة مسار الشرايين الحجابية السفلية؛
- الوريد الأيمن ينتهي في الوريد الأجوف السفلي؛
- الوريد الأيسر يتمثل بفرعين:
  - الأول ينتهي بالوريد الكلوي الأيسر أو الوريد الكظري.[2]
  - بينما الثاني يعبر أمام الفرجة المريئية في الحجاب الحاجز ويفتح على الوريد الأجوف السفلي.